# Долна Тижина
Долна Тижина (слч. Dolná Tižina) насељено је мјесто са административним статусом сеоске општине (слч. obec) у округу Жилина, у Жилинском крају, Словачка Република.

## Становништво
| Година:    | 1994. | 2004.   | 2014.   | 2024.    |
| ---------- | ----- | ------- | ------- | -------- |
| Број људи: | 1207  | 1222    | 1326    | 1510     |
| Разлика:   |       | +1,24 % | +8,51 % | +13,87 % |

| Година:    | 2023. | 2024.   |
| ---------- | ----- | ------- |
| Број људи: | 1508  | 1510    |
| Разлика:   |       | +0,13 % |

Према подацима о броју становника из 2024. године насеље је имало 1510 становника.